# Widow Maloney's Faith
Widow Maloney's Faith è un cortometraggio muto del 1913 diretto da Raymond B. West.

## Produzione
Il film fu prodotto da Thomas H. Ince per Domino Film Company.

## Distribuzione
Distribuito dalla Mutual, il film - un cortometraggio in due rulli - uscì nelle sale cinematografiche statunitensi il 30 ottobre 1913.